# Louis Morcrette-Ledieu
Pour les articles homonymes, voir Morcrette.
Louis Morcrette-Ledieu, né le 18 novembre 1853 à Busigny (Nord) et décédé le 24 août 1919 à Caudry (Nord) est un homme politique français.

## Biographie
Propriétaire terrien, il fonde de nombreuses sociétés de secours mutuels dans le (Nord), ainsi que l'école d'agriculture de Wagnonville. Conseiller général du Nord, il est député de la 2e circonscription de Cambrai de 1898 à 1902. Il est également membre de la Société des Agriculteurs de France du Nord.
Il est inhumé dans l'ancien cimetière de Caudry.

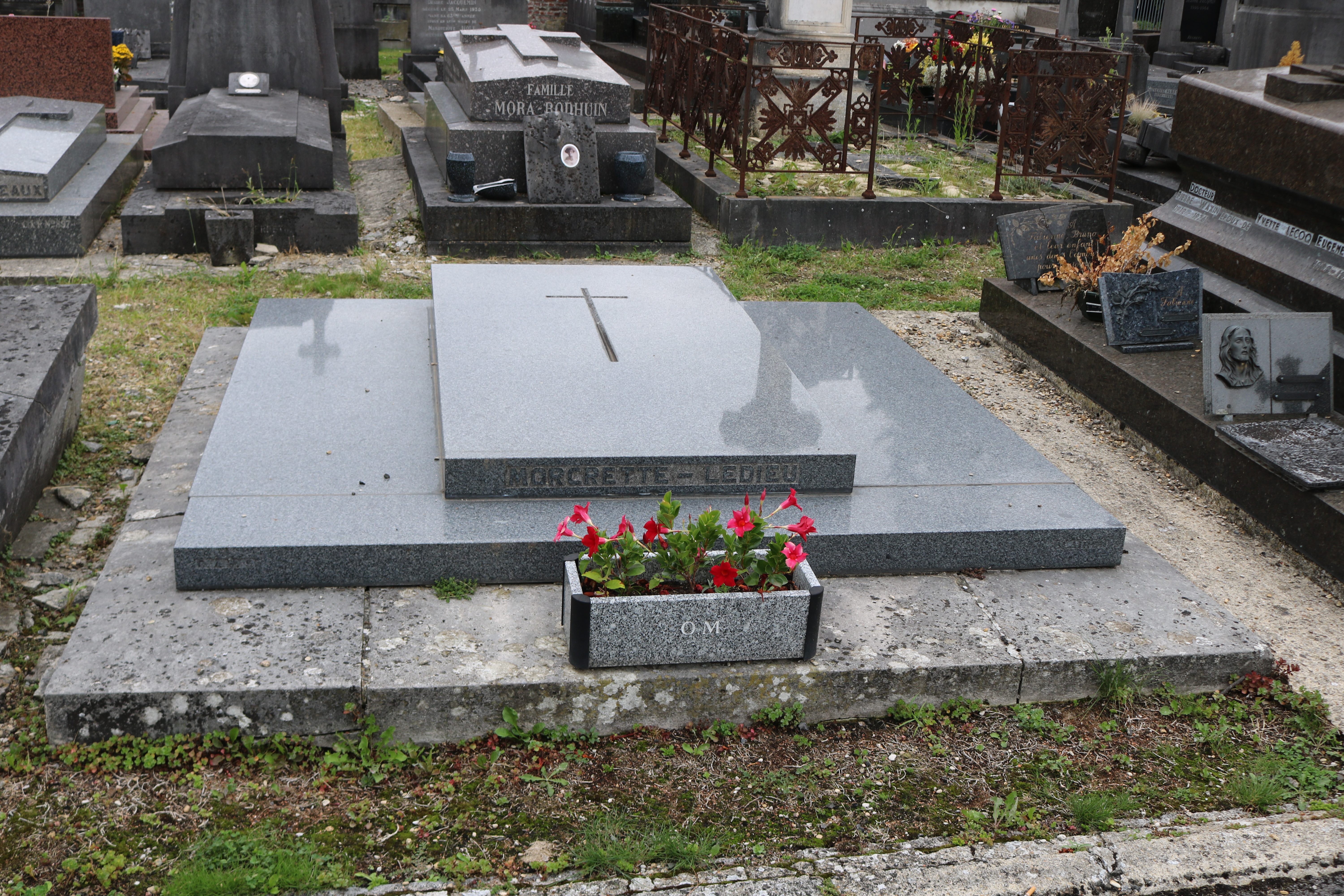
Tombe de Louis Morcrette-Ledieu dans l'ancien cimetière de Caudry.

## Détail des mandats et fonctions politiques

### Mandat parlementaire
- Du 1 juin 1898 au 31 mai 1902 : Député français pour la 2e circonscription de Cambrai.

### Mandat local
- De 1886 à 1898 : Conseiller général du Nord pour le canton de Clary.

## Distinctions
- Chevalier de la Légion d'honneur par décret du 9 janvier 1914[4].
- Médaille de sauvetage, échelon ignoré le 18 mars 1899[4].

## Sources
- « Louis Morcrette-Ledieu », dans le Dictionnaire des parlementaires français (1889-1940), sous la direction de Jean Jolly, PUF, 1960 [détail de l’édition]

- Ressources relatives à la vie publique :   - base Léonore
  - Base Sycomore